# Борутта
Борутта (итал. Borutta) — коммуна в Италии, располагается в регионе Сардиния, в провинции Сассари.
Население составляет 318 человек (2008 г.), плотность населения составляет 67 чел./км². Занимает площадь 5 км². Почтовый индекс — 7040. Телефонный код — 079.
В коммуне 29 июня особо поминается святой апостол Пётр.

## Демография
Динамика населения:

## Администрация коммуны
- Официальный сайт: http://www.comune.borutta.ss.it/